# Mademoiselle (série télévisée, 1986)
Pour les articles homonymes, voir Mademoiselle (homonymie).
Mademoiselle (Sinhá Moça) est une telenovela brésilienne écrite par Benedito Ruy Barbosa d'après le roman éponyme de Maria Dezonne Pacheco Fernandes (pt), et diffusée entre le 28 avril et le 14 novembre 1986 sur le réseau Globo.
En France, le feuilleton a été diffusé du 29 novembre 1990 au 23 juillet 1991 sur RTL et rediffusé du 8 février au 1er octobre 1993, toujours sur RTL. Elle est diffusée sur Diamants TV.
Elle est diffusée sur Nina Novelas en 2015-2016

## Synopsis
Sinhá Moça et Rodolfo sont amoureux l'un de l'autre mais leur romance est interdite par le père de Sinha Moça. Elle est la fille du colonel Ferreira, lui est un fervent abolitionniste. Un autre personnage important est Dimas (Rafael), le fils du baron de Araruna et de l'esclave de la propriété, Maria Dolores. Le baron nie avoir un fils car il ne veut pas que sa femme, Candida le sache mais à sa mort il accepte son fils qui lui pardonne de l'avoir tant nié.

## Distribution
- Lucélia Santos : Mademoiselle (Maria das Graças Ferreira Fontes)
- Marcos Paulo : Rodolfo Garcia Fontes
- Rubens de Falco : le colonel Aristides Ferreira, baron de Araruna
- Raymundo de Souza : Dimas (Rafael)
- Elaine Cristina (pt) : Baronne Cândida Ferreira
- José Prata (pt) (VF : Jérôme Berthoud) : Bentinho